# تأثير الهالة

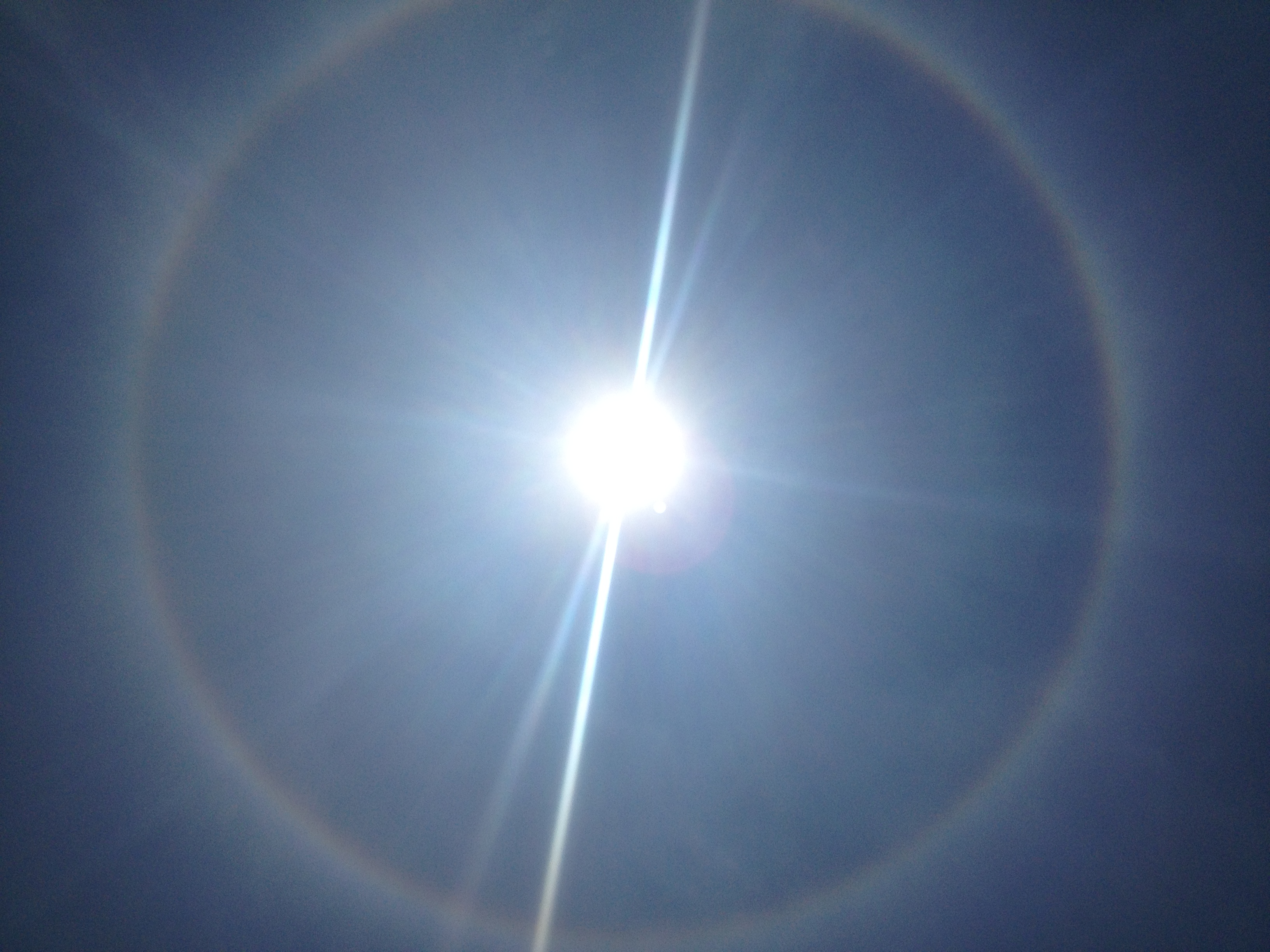

تأثير الهالة هو نوع من التفاوت في الحكم الفوريّ، أو في التحيز المعرفي، بحيث يفرض الشخص الذي يقوم بالتقييم الأوّلي لشخص آخر (أو لمكان ما أو لأيّ شيء آخر) معلوماتٍ غامضةً بالاستناد إلى معلومات محدّدة. مثال مبسّط عن تأثير الهالة: هو عندما يلحظ الفرد أنّ الشخص الموجود في الصورة جذاباً وحسن الهندام واللباس، فيفترض -من خلال العقليّة الإرشادية- أنّ الشخص الموجود في الصورة طيّب، وذلك بناءً على قواعد المفهوم الاجتماعي للفرد.
ينعكس هذا الخطأ المتكرّر في الحكم من خلال تفضيلات الفرد وأحكامه المسبقة وإيديولوجيّته وطموحاته وتصوّره الاجتماعيّ. تأثير الهالة هو تقييم فرديّ ويمكن أن يؤثّر على انطباعات القرارات، التصرّفات، الأفكار، العمل، الشخص، المجموع والكيان الاجتماعي وغيره طالما يتمّ تعميم البيانات الملموسة، أو طالما أنّها تؤثّر على المعلومات الغامضة.
يمكن أيضًا تفسير تأثير الهالة على أنّه سلوك (عادةً ما يكون غير واعٍ) استخدام التقييمات القائمة على أشياء غير ذات صلة، لإصدار أحكام بخصوص شيء ما أو شخص ما. يشير تأثير هالة على وجه التحديد إلى الحالة التي يكون فيها لهذا السلوك تأثير إيجابيّ، مثل ترجيح أن يكون الشخص الجذّاب الموجود في الصورة ناجحًا ومحبوباً، أمّا عندما يحمل هذا الحكم دلالةً سلبية، كإلقاء اللوم بارتكاب جريمة ما على شخص غير جذّاب بسرعة أكبر من إلقاء اللوم على شخص آخر جذّاب، فيشار إليه حينها على أنه تأثير القرن horn effect.

## تاريخ
أطلقَ عالمُ النفس إدوارد لي ثورندايك مصطلحَ «تأثير الهالة» لأوّل مرة في إشارة منه إلى الشخص الذي يُنظر إليه على أنّه يملك هالةً ما. أطلق ثورندايك مصطلح تأثير الهالة على هذه الظاهرة لأوّل مرة في مقالته التي حملت عنوان «خطأ متكرّر في التقييمات النفسيّة» والتي نُشرت عام 1920 قام ثورنديك في هذه المقالة بتكرار الدراسة على أمل تثبيت التحيّز الذي كان يعتقد أنّه موجود في هذه التقديرات. درست الأبحاث اللاحقة العلاقة بين تأثير الهالة والجاذبيّة وتأثيره على النظم القضائيّة والتعليميّة. صاغ ثورنديك بالأصل مصطلحًا يشير فقط إلى الأشخاص، ومع ذلك فقد تمّ توسيع استخدامه بشكلٍ كبير ليشمل العديد من المجالات وخصوصًا مجاليّ التسويق والعلامات التجاريّة.

## دليل داعم
في مقالته «خطأ متكرّر في التقييمات النفسية»، طلب ثورنديك من قائدينِ عسكريَّيْنِ تقييم جنودهم من حيث الصفات الجسديَّة (الهندام، الصوت، اللياقة البدنيّة، القدرة على التحمّل والطاقة)، الذكاء، المهارات القياديّة، والصفات الشخصيّة (بما في ذلك التبعيّة والولاء، والقدرة على تحمّل المسؤوليّة، الإيثار، والتعاون). وكان هدف ثورنديك من ذلك هو معرفة كيفيّة تأثير تقييم إحدى خصائص الفرد على الخصائص الأخرى.
أظهرت دراسة ثورنديك وجود ارتباط كبير في ردود القادة العسكريّين. وصرَّح في مراجعته: «الارتباطات موجودة بكثرةٍ ومتساوية للغاية. على سبيل المثال، بالنسبة للمتقاعدين الثلاثة الذين تمَّت دراستهم، فإنّ متوسّط الترابط بين اللياقة البدنيّة والذكاء هو 0.31؛ أمّا المتوسّط بين اللياقة البدنية والمهارات القياديّة، فكان 0.39؛ أمّا بين اللياقة البدنيّة والصفات الشخصيّة فكان.0.28».
غالباً ما تخلق تقييمات إحدى العلامات المميَّزة لأحد الضبَّاط ميلًا موحَّداً في تقييم بقيَّة الصفات، ففي حال امتلك أحد الضبَّاط صفة «سلبيَّة» معيَّنة ولُوحِظَت من قبل الضابط القائد فإنَّ هذه الصفة سترتبط مع بقيَّة تقييمات الجنديَّ.

## تأثير القرن
يحدث تأثير القرن عندما يسمح الناس لصفة غير مرغوب بها بالتأثير على تقييمهم للسمات الأخرى.
كتبت صحيفة الغارديان عن تأثير القرن أو ما يُعرف أحياناً بـ «تأثير الشيطان» فيما يتعلق بهوجو شافيز: «يمكن شيطنة بعض القادة لدرجة يصبح فيها من المستحيل تقييم إنجازاتهم وإخفاقاتهم بطريقة متوازنة.» [30] عندما ينظر إلى شخص ما نظرةً سلبيّة، فإنّ أيّ تصرّف سلبيّ يقوم به يكون مثالاً على شخصيّتهم السلبيّة، بينما يتمّ التغاضي عن الأشياء الإيجابية التي يقوم بها، أو يُشَكَّكُ فيها.